# Miltochrista delicata
Miltochrista delicata là một loài bướm đêm thuộc phân họ Arctiinae, họ Erebidae.